# Карсбах
Карсбах (њем. Karsbach) општина је у њемачкој савезној држави Баварска. Једно је од 40 општинских средишта округа Мајна-Шпесарт. Према процјени из 2010. у општини је живјело 1.828 становника. Посједује регионалну шифру (AGS) 9677149.

## Географски и демографски подаци
Карсбах се налази у савезној држави Баварска у округу Мајна-Шпесарт. Општина се налази на надморској висини од 218 метара. Површина општине износи 30,2 km². У самом мјесту је, према процјени из 2010. године, живјело 1.828 становника. Просјечна густина становништва износи 61 становника/km².